# East Machias
East Machias és una població dels Estats Units a l'estat de Maine (EUA). Segons el cens del 2000 tenia 1.298 habitants.

## Demografia
Segons el cens del 2000, East Machias tenia 1.298 habitants, 540 habitatges, i 370 famílies. La densitat de població era de 14,2 habitants/km².
Dels 540 habitatges en un 29,4% hi vivien nens de menys de 18 anys, en un 56,5% hi vivien parelles casades, en un 9,3% dones solteres, i en un 31,3% no eren unitats familiars. En el 25,7% dels habitatges hi vivien persones soles l'11,9% de les quals corresponia a persones de 65 anys o més que vivien soles. El nombre mitjà de persones vivint en cada habitatge era de 2,4 i el nombre mitjà de persones que vivien en cada família era de 2,89.
Per edats la població es repartia de la següent manera: un 23,5% tenia menys de 18 anys, un 7,1% entre 18 i 24, un 26,3% entre 25 i 44, un 27% de 45 a 60 i un 16,1% 65 anys o més.
L'edat mediana era de 41 anys. Per cada 100 dones de 18 o més anys hi havia 88,8 homes.
La renda mediana per habitatge era de 28.073 $ i la renda mediana per família de 32.065 $. Els homes tenien una renda mediana de 26.364 $ mentre que les dones 19.118 $. La renda per capita de la població era de 13.254 $. Entorn del 12,2% de les famílies i el 17,1% de la població estaven per davall del llindar de pobresa.